# Astrattismo

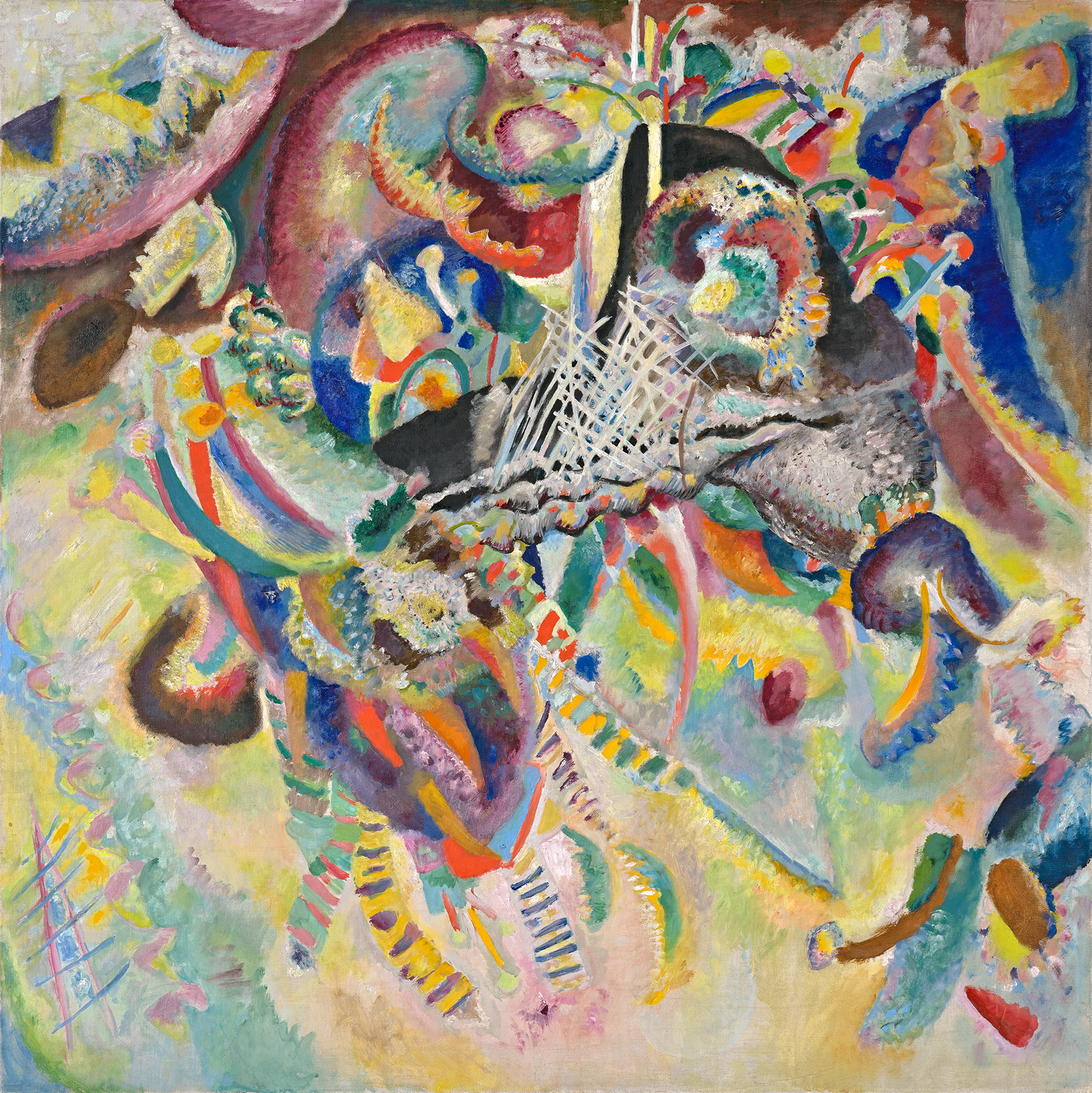
Vasilij Kandinskij
Fugue-fuga, 1914
Fondazione Beyeler

L'astrattismo o non-figurativismo è un movimento artistico d'avanguardia nato nei primi anni del XX secolo, in zone della Germania abbastanza lontane tra loro, dove si sviluppò senza intenti comuni. Il termine indica quelle opere pittoriche e plastiche che esulano dalla rappresentazione di oggetti reali. L'astrattismo usa un linguaggio visuale di forme, colori e linee con lo scopo di creare una composizione che possa esistere con un grado di indipendenza dalle referenze visuali nel mondo.
L'arte occidentale è stata, dal Rinascimento fino al XIX secolo, segnata dalla logica della prospettiva e dal tentativo di produrre un'illusione della realtà visibile. Ma l'accessibilità alle arti delle altre culture rispetto a quelle europee mostrano modi alternativi di descrivere l'esperienza visiva agli artisti. Dalla fine del XIX secolo molti artisti sentirono il bisogno di creare un nuovo tipo di arte che includesse i cambiamenti fondamentali che stavano avvenendo nella tecnologia, nelle scienze e nella filosofia. 
Le fonti da cui gli artisti traevano i loro argomenti teorici erano diverse, e riflettevano le ansie sociali e intellettuali in tutte le culture occidentali del tempo.

## Premessa storico-culturale
Siamo in periodo di piena industrializzazione con la nascita dei primi sindacati. Contemporaneamente, gli stati europei si lanciano nella colonizzazione di paesi africani e asiatici.
In filosofia si afferma l'irrazionalismo di Sigmund Freud e Nietzsche, in contrapposizione alla serenità della Belle époque.
La diffusione sempre più ampia dei mezzi di riproduzione delle immagini, come la fotografia, porta gli artisti ad esaltare le peculiarità dell'arte che siano inaccessibili alla meccanicità, ovvero un'interpretazione del reale soggettiva, propria ed esclusiva dell'artista.
Fondamentali furono le esperienze fauvista e cubista: la prima esaltava lo stato d'animo dell'artista attraverso l'uso non tradizionale del colore, mentre il secondo perseguiva la semplificazione delle forme secondo l'ordine della geometria e dello spazio.

## La pittura astratta
L'astrattismo nasce dalla scelta degli artisti di negare la rappresentazione della realtà per esaltare i propri sentimenti attraverso forme, linee e colori. 
Punto di riferimento fondamentale è il testo di Wilhelm Worringer Astrazione ed empatia, del 1907, dove l'arte viene interpretata in base all'intenzionalità dell'artista. La forma viene intesa come risultato dell'incontro tra uomo e mondo, in un alternarsi di empatia, ovvero avvicinamento alla realtà, ed astrazione, cioè rifiuto della realtà.
Con il termine "astrattismo" vengono quindi spesso disegnate tutte le forme di espressione artistica visuale non figurative, dove non vi siano appigli che consentano di ricondurre l'immagine dipinta ad una qualsiasi rappresentazione della realtà, nemmeno mediata dalla sensibilità dell'artista come nel caso degli impressionisti. Tuttavia in alcune accezioni con "astrattismo" si intende (in senso restrittivo) solamente la ricerca della forma pura per tramite di colori e forme geometriche, come nelle opere di Piet Mondrian, Josef Albers, Mauro Reggiani e Mario Radice, mentre le altre esperienze non figurative vengono definite con nomi propri, quali espressionismo astratto informale e simili, Kandinskij iniziò da una pittura espressionistica con l'accentuazione del colore per passare ad una pittura completamente astratta priva di figure riconoscibili (il suo primo acquarello astratto è del 1910).

## L'astrattismo in Italia

### Le origini - I primi astrattisti
I primi, prematuri, esperimenti in Italia di realizzazione di opere d'arte staccate dalla rappresentazione del vero risalgono agli inizi del Novecento con alcune visionarie pitture del bresciano Romolo Romani a Milano, a cui fecero seguito tele di artisti futuristi, quali Ivo Pannaggi e soprattutto Giacomo Balla, quest'ultimo in particolare con una serie di quadri denominati "compenetrazioni iridescenti" del 1912.
Tuttavia le esperienze di Romani e del futurismo non possono dirsi veramente astratte, in quanto nei quadri di Romani non vi era astrazione, ma semmai un tentativo di fissare le forze della natura, mentre nei futuristi l'idea del movimento e del dinamismo non abbandona mai una base figurativa: Balla infatti studia oggetti che appaiono visti come attraverso le lenti di un caleidoscopio, mentre i solidi tridimensionali di Pannaggi non sono altro che giocattoli o meccanismi ingranditi, come testimonia talvolta la rappresentazione di un uomo intento ad assemblarli.
Anche le forme create da Enrico Prampolini, in apparenza astratte, traggono la loro origine da creature organiche e organismi viventi, se pur dilatati in contesto e dimensioni. L'astrattismo vero e proprio deve invece intendersi come armonia pura distaccata da qualsiasi riproduzione del vero.
Vi fu poi l'esperienza parigina di Alberto Magnelli, che raggiunse grande notorietà con composizioni propriamente astratte sin dal 1915, influenzate dalla conoscenza diretta che ebbe con i capiscuola dell'astrattismo. Magnelli, seppur Italiano, rimase defilato dal dibattito artistico italiano dell'epoca perché visse costantemente in Francia, aderendo dopo il primo conflitto mondiale al gruppo Abstraction-Création, associazione artistica fondata a Parigi nel 1931 da Auguste Herbin e Vantorgerloo per promuovere e sostenere l'arte non figurativa in tutte le sue tendenze, dal costruttivismo al neoplasticismo fino all'astrazione lirica, mediante esposizioni che si tennero in tutto il mondo.
In Italia le idee dell'arte astratta pura vennero accolte piuttosto tardi, attorno agli anni trenta, ma si svilupparono in forme di grande spessore artistico, che aprirono la strada a molti dei più originali movimenti del secondo Novecento. Furono due i principali gruppi di pittori astrattisti: il primo, più eterogeneo, guidato dalle teorie espresse da Carlo Belli nel testo "Kn", si riunì attorno alla galleria "il Milione" di Milano e annoverò nomi quali Mauro Reggiani, il giovane Lucio Fontana, Atanasio Soldati e Luigi Veronesi, il secondo, più coeso, fiorì a Como ispirato dall'architetto Giuseppe Terragni e dai pittori Manlio Rho e Mario Radice, includendo artisti quali: Aldo Galli, Carla Badiali e Carla Prina. Data la vicinanza fra Como e Milano, furono frequenti gli interscambi fra i primi astrattisti.
Il gruppo de "il Milione" praticò un'arte più "istintiva", seguendo il talento di Reggiani, che costruiva mosse geometrie partendo da linee oblique, e dalle originalissime e colorate sintesi di forme realizzate da Osvaldo Licini. La galleria ospitò nel 1934 una personale di Kandinsky, voluta anche dall'architetto Alberto Sartoris, vicino a Terragni; la mostra venne certamente vista da Mario Radice, che ne portò il messaggio a Como, dove, in presenza di un terreno assai fertile, mise presto frutto.
Guido Ballo, che alla definizione di arte astratta preferisce quella di arte afigurale, nel catalogo delle opere di Mauro Reggiani, edito da Panini  a metà degli anni Ottanta, riporta nella presentazione il testo del Primo Manifesto dell'Astrattismo italiano, risultato di accese discussioni in occasione della mostra di Bogliardi, Ghiringhelli, Reggiani alla Galleria Il Milione di Milano nel novembre 1934, che vede protagonisti «vari artisti e saggisti come Carlo Belli, alle quali partecipa anche Maria Cernuschi, moglie di Virginio Ghiringhelli».
Como era la città della seta e i concetti di stile e modernità nel colore erano ben presenti. Manlio Rho aveva nella sua libreria i testi della Bauhaus, dove Kandinsky insegnò fino al 1932, Giuseppe Terragni stava già rielaborando con il suo genio in architettura le idee del razionalismo e la scintilla dell'arte di Kandinsky esplose in forme nuove e originalissime, con un astrattismo geometrico puro, in apparenza vicino al suprematismo russo, ma in realtà inconfondibilmente italiano.
Nascono così le purissime campiture geometriche di colore nelle tele di Rho, nitide come cristalli, ma, al contrario della freddezza cristallina, pervase da un calore che mancava ai suprematisti come Malevic.
Il miglior simbolo dell'originalità dell'ambiente lariano è forse la notissima Casa del Fascio di Como, realizzata da Terragni: un parallelepipedo di candido marmo, reso leggerissimo dalle ritmiche finestrature e originariamente affrescato all'interno dalle raffinate e colorate geometrie di Radice. Praticamente una trasposizione in chiave attuale del palazzo comunale medievale, chiuso fuori e affrescato all'interno, sbalorditivo per la freschezza di inventiva, paragonata alla pesante retorica dell'architettura "ufficiale" dell'epoca e per l'anticipo su un gusto estetico che si rivelerà attuale molti decenni dopo.

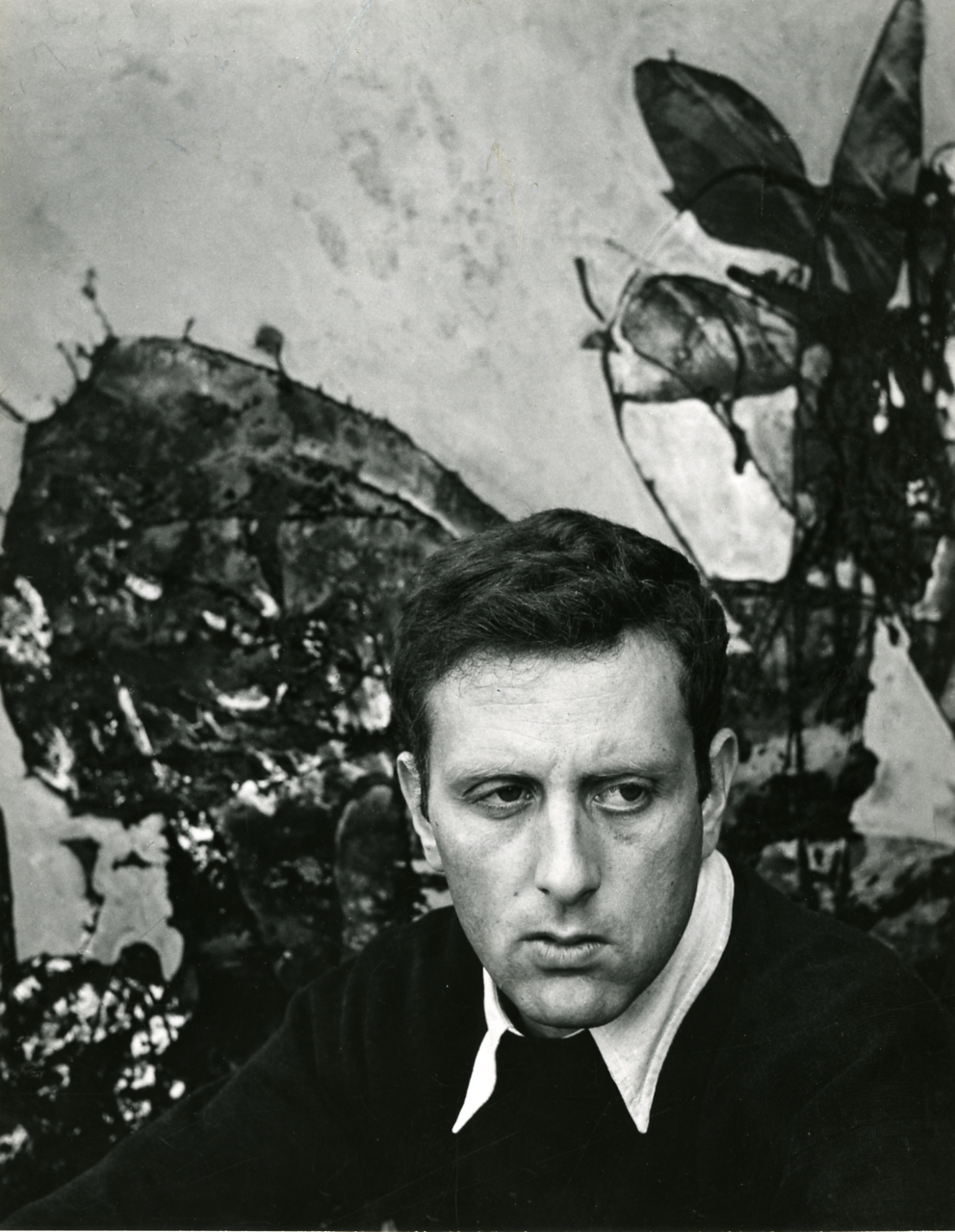
Gianni Dova, fotografato da Paolo Monti.

### Informale
La fase dell'astrattismo geometrico, ormai portata alla perfezione da Rho e Radice in Italia e da Mondrian e Malevic in Europa, richiedeva un superamento e ciò avvenne con l'introduzione del gesto. Seguendo le intuizioni di Pollock, Riopelle e Dubuffet, molti artisti italiani svilupparono un percorso creativo dove il colore veniva liberamente portato sulla tela con gesto spontaneo. I principali esponenti dell'informale italiano furono Emilio Vedova, Afro Basaldella, Piero Dorazio, Giulio Turcato, Toti Scialoja, Emilio Scanavino, Tancredi Parmeggiani, Achille Perilli, Alfredo Chighine, Alberto Graziadei, Mattia Moreni e Gastone Novelli.

### Spazialismo
Un aspetto del tutto originale dell'astrattismo italiano nasce dall'intuizione di Lucio Fontana che partendo dal "Manifesto Blanco" scritto a Buenos Aires nel '46 teorizza un nuovo rapporto fra la luce, lo spazio e la tela, sino ad arrivare al gesto rivoluzionario del "taglio".
Oltre a Fontana i principali spazialisti furono Gianni Dova che però troverà presto una strada personale forse influenzata dal surrealismo, Mario Deluigi che esplorò le possibilità di creare scintille di luce sulla tela con la tecnica del "grattage" e soprattutto Roberto Crippa che negli anni cinquanta toccò i vertici della sua arte creando fantasmagoriche "Spirali" che ricordano orbite atomiche trasposte sulla superficie del quadro.

### Azimuth
Quando verso la fine degli anni cinquanta l'informale degenerò con la "pittura industriale" di Pinot Gallizio che creava pittura da vendersi "a metro" su nastri di tela, i tempi maturarono per un salto di qualità, che si realizzò per reazione con un azzeramento totale, riportando la purezza del bianco sulla tela che veniva estroflessa con piegature, chiodi e centine secondo schemi freddi e ragionati, tesi a ricercare un nuovo modo di ottenere un'immagine di bellezza, disegnata dalla luce sulle superfici pittoriche.
I principali esponenti di questo rinnovamento dell'astrattismo furono Piero Manzoni, Enrico Castellani, Dadamaino e Agostino Bonalumi.

### Arte cinetica, Ottica e arte programmata
L'ultima evoluzione dell'astrattismo in Italia si ebbe negli anni sessanta con le ricerche relative alle illusioni ottiche ed al tentativo di dare all'opera d'arte un ruolo attivo, capace di interagire con lo spettatore per mezzo di immagini cangianti a seconda dei movimenti di quest'ultimo o addirittura dello stesso quadro, mosso dal vento o da piccoli motorini.
I capiscuola furono Gianni Colombo che si dedicò allo studio delle illusioni della prospettiva, Alberto Biasi che esplorò la possibilità di creare immagini cangianti ed illusorie e Getulio Alviani che ideò le "superfici a testura vibratile" sfruttando i riflessi dell'alluminio molato. La mostra di riferimento dell'arte ottica fu "The Responsive Eye" tenutasi nel 1965 al MoMa di New York.
All'Optical arte e all'Arte cinetica si avvicina anche l'arte astratta di Gianfranco Chiavacci, che pur essendosi interessato di cifra binaria e arte, proprio nei primi anni sessanta, data d'inizio della sua ricerca binaria, le sue opere dei primi anni sessanta toccano in parte aspetti vicini al cinetismo e alla percezione ottica, ma se ne differenziano per la matrice cibernetica della sua ricerca. A tal proposito da ricordare la sua personale, alla Galleria numero di Fiamma Vigo, Firenze 18 febbraio – 3 marzo 1967.
L'Arte cinetica è stato l'ultimo movimento dall'unanime consenso critico legato all'astrattismo in Italia. Per altri artisti e movimenti non figurativi, ancora attivi all'inizio del XXI secolo il giudizio è al momento (2008) prematuro.

### Pittura analitica
Nata e sviluppatasi negli anni settanta e talvolta definita "Pittura-pittura", si propone di condurre un'analisi delle componenti materiali della pittura (tela, cornice, materia, colore e segno) e del rapporto materiale che intercorre fra l'opera come oggetto fisico e il suo autore. La pittura diventa quindi oggetto di indagine di se stessa e perde la referenzialità che la legava alla realtà (nella pittura figurativa), all'espressività (nella pittura astratta) e al significato sotteso (nell'arte concettuale).

## I caposcuola dell'astrattismo mondiale

### Vasilij Kandinskij
Realizza i primi acquerelli astratti tra il 1910 e il 1912, ma non aveva ancora conosciuto il testo di Worringer: in seguito, proprio da questo trarrà il termine astratto, che userà per primo in riferimento ad un'opera d'arte.I suoi dipinti presentano spesso tinte accese e contrasti stridenti. Importante è il rapporto con la musica, dalla quale mutuerà i titoli dei propri lavori: Composizione, Improvvisazione, Impressione, addirittura numerati come si fa con i brani musicali, proprio per dimostrare il legame attivo fra musica e pittura che, per l'artista devono esprimere i sentimenti e non riprodurre la realtà, questo il principio base che distingue l'astrattismo dalle altre avanguardie del XX secolo.

### Piet Mondrian
In seguito al contatto con Teosofia e Cubismo, l'artista approda al rifiuto della natura per rifugiarsi nella perfezione spirituale delle forme astratte. L'oggetto viene sintetizzato in linee e colori, pur partendo da forme reali, fino a giungere alle campiture geometriche di colori primari.
Nel 1917 fonda la rivista De Stijl, che diventa il punto di riferimento del Neoplasticismo.

### Kazimir Malevič
Fu il fondatore del Suprematismo. 

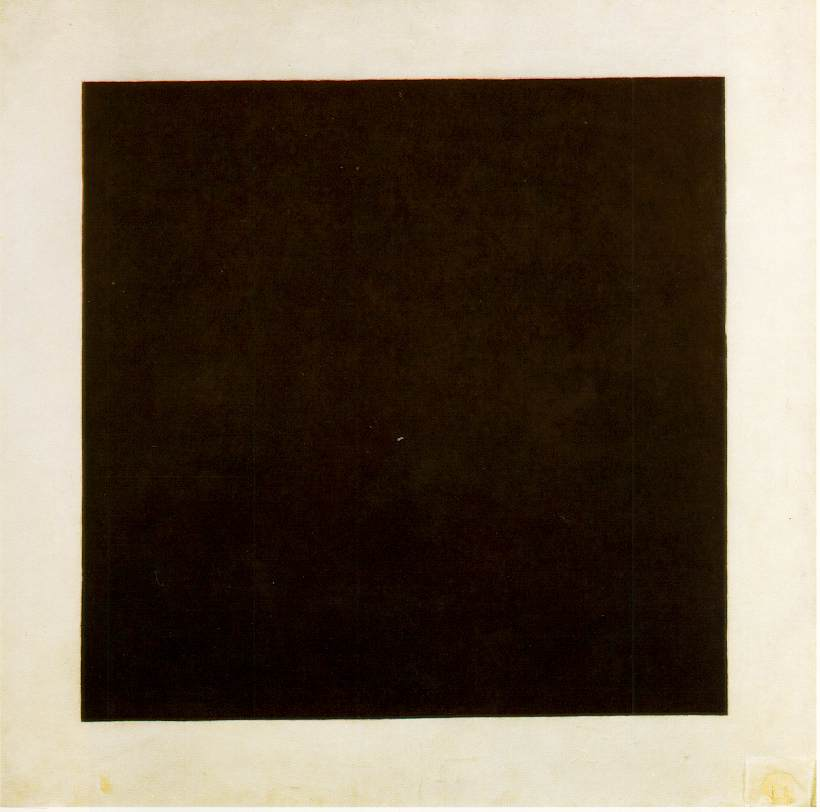
Kazimir Malevich
Quadrato nero
1915, olio su tela
Museo di Stato Russo di San Pietroburgo

Si proponeva di raggiungere l'assoluta purezza attraverso la riduzione estrema degli elementi figurativi, fino a giungere al paradosso del Quadrato nero su fondo bianco.

### Robert Delaunay
Sin dal 1912 dipinge opere astratte della serie Ritmi Circolari e Dischi Simultanei.

## Musica
Quando l'arte visiva diventa più astratta, sviluppa alcune caratteristiche della musica: una forma artistica che usa elementi astratti del suono e della divisione del tempo. Vasilij Vasil'evič Kandinskij, egli stesso un musicista, fu ispirato dalla possibilità di avere colori associativi che risuonavano nell'anima. L'idea era stata proposta da Charles Baudelaire, il quale diceva che tutti i nostri sensi rispondono a vari stimoli ma i sensi sono connessi ad un più profondo livello estetico.
Strettamente legato a questo è l'idea che l'arte possiede una "dimensione spirituale" e può trascendere l'esperienza di "ogni giorno", raggiungendo un piano spirituale.
La Società Teosofica ha diffuso l'antica saggezza dei libri sacri dell'India e della Cina nei primi anni del secolo. Fu in questo contesto che Piet Mondrian, Vassily Kandinsky, Hilma af Klint e altri artisti si interessarono all'occulto, visto come un modo di creare un oggetto "interno".
Le forme universali e senza tempo furono trovate nella geometria: il cerchio, il quadrato e il triangolo diventarono gli elementi spaziali dell'arte astratta; queste forme sono, come il colore, sistemi fondamentali che sottendono la realtà visibile.

## Documentari
- Painters Painting di Emile de Antonio (1973)